# Chevrolet Orlando
La Chevrolet Orlando è una monovolume stile crossover prodotta a partire dal 2011 dalla casa automobilistica statunitense Chevrolet.
Venduta in Europa fino al 2015, nel 2018 viene presentata la seconda generazione.

## Prima generazione (2011-2018)

### Genesi
In seguito all’acquisizione della coreana Daewoo da parte della General Motors i vertici della nuova società GM Daewoo optarono per sostituire il vecchio modello Tacuma, presente da anni sul mercato, e le vecchie Pontiac Vibe e Chevrolet HHR con un unico modello da vendere globalmente col marchio Chevrolet, più grande e spazioso e che si distaccasse dalle classiche forme di monovolume per orientarsi al segmento dei Crossover SUV che iniziavano ad avere un buon gradimento da parte del pubblico e buone quote di mercato un po' in tutto il mondo.

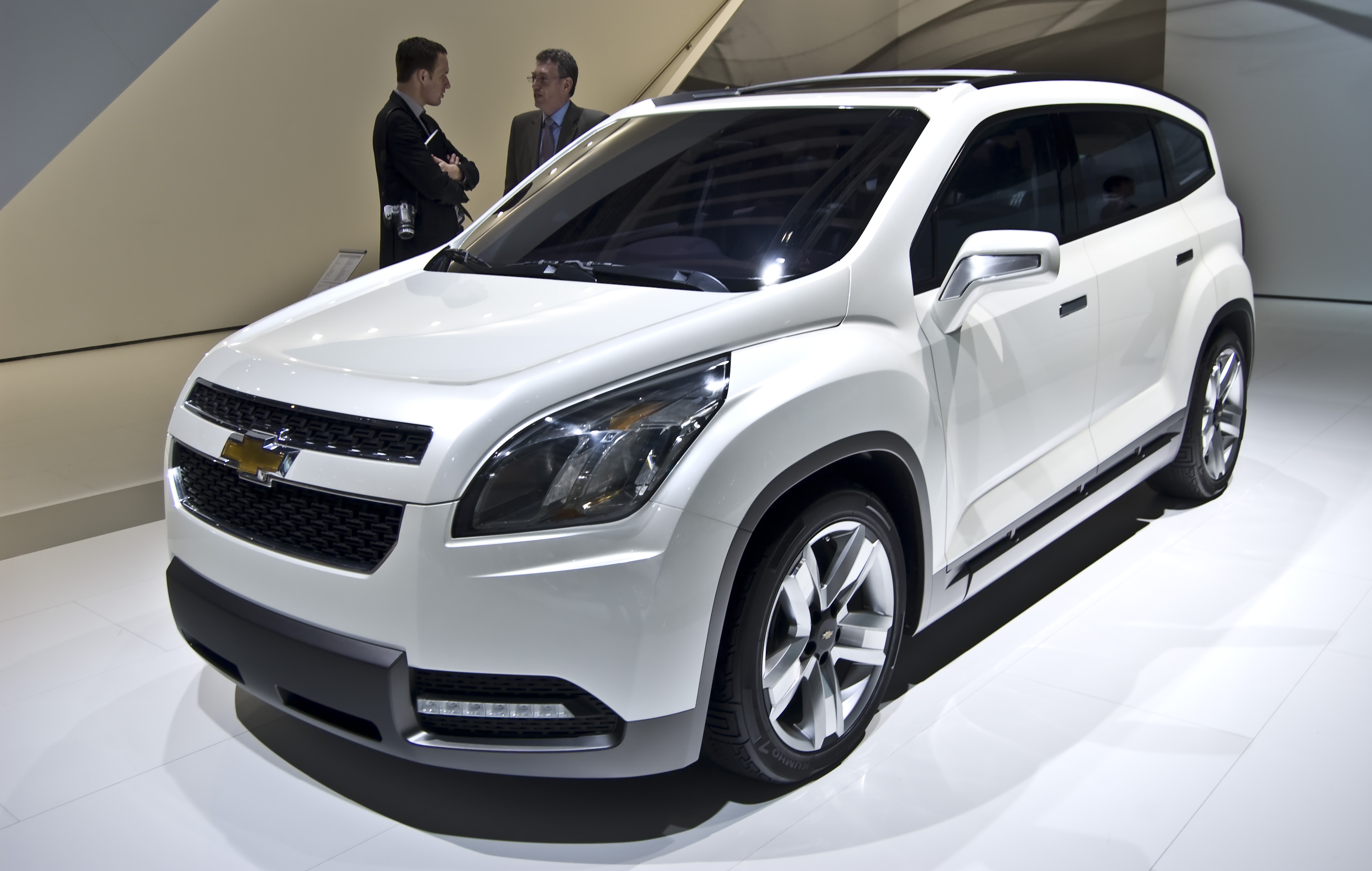
Chevrolet Orlando Concept 2009

Nasce quindi il progetto J309 che diventerà la Orlando. Per la parte stilistica il responsabile del design Seungwoo Kim prese come punto di riferimento gli MPV europei caratterizzati da forme morbide e abitacolo spaziosi ma aggiungendo scudi paracolpi in plastica per emulare l’aspetto dei SUV.
Lo stile venne già congelato nel 2007 e si iniziò a lavorare alle soluzioni ingegneristiche: nello specifico la piattaforma di base scelta fu la GM Delta realizzata da Opel.
Nel 2008 al Salone dell'automobile di Parigi venne presentato il primo prototipo praticamente definitivo denominato Orlando Concept che veniva caratterizzato da alcuni dettagli tipici delle Show Car come cerchi maggiorati fanaleria a sfondo azzurro e assetto ribassato oltre che da abitacolo a sette posti su tre file di sedili e venne annunciata la produzione che doveva a partire entro il 2010 negli Stati Uniti. Tuttavia, nello stesso anno, si decise di produrla direttamente in Sud Corea nell’impianto di Gunsan per via dei costi minori.
Il nome Orlando deriva dall’omonima città della Florida (Stati Uniti).

### Modello di produzione
Al salone di Parigi nel settembre 2010 viene presentato il modello definitivo, la produzione parte nell’ottobre dello stesso anno e viene immediatamente messa in commercio in Corea del Sud mentre in Europa le vendite partono dalla primavera del 2011. Il modello nord americano viene svelato nel gennaio 2013.
Lunga 4,65 metri, larga 1,83 metri e alta 1,63 metri stilisticamente il design della Orlando rimane fedele al prototipo presentato nel 2008 e segue il family feeling adottato da altri modelli come la Cruze e la Spark. Il muso presenta la classica calandra di grandi dimensioni con il marchio Chevrolet posto al centro mentre la coda possiede uno stile molto più squadrato, le barre sul tetto che scendono lungo il lunotto. Lungo la parte bassa della carrozzeria sono presenti le protezioni in plastica grezza mentre nei paraurti anteriori e posteriori è presente uno scudo paracolpi grigio che imita nel design i crossover SUV.
L’abitacolo è a sette posti come sul prototipo con tre file di sedili o con una disposizione 2-3-2 con possibilità di rimuovere la terza e la seconda fila in modo da avere un piano di carico completamente piatto, la plancia invece è simile a quella del modello Cruze con uno stile a V e tutti i comandi principali raggruppati nella parte centrale con uno con lo schermo del computer di bordo in posizione rialzata. Pochi mesi dopo il lancio viene anche introdotto il navigatore satellitare a colori e il sistema di infotainment Chevrolet MyLink. Il bagagliaio possiede una capacità di 458 litri con la terza fila di sedili ripiegata mentre il volume massimo sale a 856 con la seconda fila ribaltata, con tutte e tre le sedute fisse la capacità e di 89 litri.
La gamma motori europea era composta dal propulsore 1.8 alimentato a benzina o GPL erogante 141 CV mentre il diesel era 2.0 litri VCDi di origine VM Motori da 130 o 163 CV.
Sul mercato americano la Orlando era disponibile con il solo motore 2.4 benzina quattro cilindri erogante 177 cavalli.
Nel 2015 la vettura termina di essere vendita in Europa in seguito alla decisione di General Motors di ritirare il marchio Chevrolet dal mercato europeo, nello stesso anno termina la vendita del modello anche in Nord America. Resta in produzione solo per il mercato asiatico e sud americano.
Nel settembre 2015 debutta per il mercato coreano un aggiornamento che introduce il nuovo navigatore con touchscreen MyLink e debutta il nuovo motore diesel 1.6 CDTI (codice LH7) erogante 136 cavalli prodotto da Opel e omologato Euro 6 che sostituisce il precedente 2.0 diesel della VM.
La produzione della prima serie di Orlando termina nel 2018 in seguito alla chiusura dello stabilimento di Gunsan in Corea del Sud.

### Meccanica
La Orlando utilizza la piattaforma Delta di origine Opel, adottata anche dalla Zafira B e della Cruze. Le sospensioni anteriori sono a ruote indipendenti con schema MacPherson, molle elicoidali e barra stabilizzatrice, le sospensioni posteriori sono semi-indipendenti a ponte torcente, barra stabilizzatrice e ammortizzatori a gas. I freni anteriori sono a disco autoventilati e quelli posteriori a disco. Il passo misura 2,76 metri.
La carrozzeria utilizza per il 70% acciai alto-resistenziali rispetto alla Tacuma misti ad acciai a deformazione programmata. Il coefficiente di resistenza aerodinamica è pari a 0,33. I modelli europei dispongono di serie dell’ABS e dell’EBD, controllo elettronico della stabilità e della trazione (ESC) e dal servosterzo elettrico su colonna (EPS) oltre a sei airbag.
Nel 2011 viene sottoposta ai test dell'EuroNCAP ottenendo in questo caso il punteggio di 5 stelle.

### Motorizzazioni
| Modello                  | Disponibilità        | Motore                       | Cilindrata cm³ | Potenza         | Coppia max              | Emissioni CO2 (g/Km) | 0–100 km/h (secondi) | Velocità max (Km/h) | Consumo medio (Km/l) |
| 1.4 16V Turbo            | dal 2012             | 4 cilindri in linea, Benzina | 1.364          | 103 kW (140 CV) | 200 N•m @2.000 giri/min | 160                  | 11,0                 | 200                 | 16,1                 |
| 1.4 16V Turbo automatica | dal 2012             | 4 cilindri in linea, Benzina | 1.364          | 103 kW (140 CV) | 200 N•m @2.000 giri/min | 165                  | 11,2                 | 195                 | 14,1                 |
| 1.8 16V                  | dal debutto          | 4 cilindri in linea, Benzina | 1.796          | 104 kW (141 CV) | 176 N•m @3.800 giri/min | 172                  | 11,0                 | 185                 | 14,3                 |
| 1.8 16V automatica       | dal debutto          | 4 cilindri in linea, Benzina | 1.796          | 104 kW (141 CV) | 176 N•m @3.800 giri/min | 186                  | 11,8                 | 176                 | 13,7                 |
| 2.4 16V automatica       | solo in Nord America | 4 cilindri in linea, Benzina | 2.384          | 130 kW (177 CV) | 232 N•m @4.900 giri/min | -                    | 9,2                  | 202                 | 8,7                  |
| 1.6 CDTI 16V 136         | dal 2016             | 4 cilindri in linea, Diesel  | 1.598          | 100 kW (136 CV) | 320 N•m @2.000 giri/min | 147                  | 10,3                 | -                   | -                    |
| 2.0 VCDi 16V 131         | dal debutto          | 4 cilindri in linea, Diesel  | 1.998          | 96 kW (131 CV)  | 315 N•m @2.000 giri/min | 159                  | 10,3                 | 180                 | 16,7                 |
| 2.0 VCDi 16V 163         | dal debutto          | 4 cilindri in linea, Diesel  | 1.998          | 120 kW (163 CV) | 360 N•m @2.000 giri/min | 159                  | 10,0                 | 195                 | 16,7                 |

## Seconda generazione (dal 2018)
La seconda generazione è stata presentata al salone di Shanghai ed è un modello prodotto esclusivamente per il mercato cinese e alcuni Paesi dell'America centrale e meridionale. La vettura si basa su una nuova piattaforma sviluppata da General Motors e adottata anche da altri modelli come la Buick Excelle e la Chevrolet Cavalier. L’impostazione conserva le forme da crossover con protezioni in plastica grezza lungo la carrozzeria.
In Corea del Sud non è più commercializzata a causa del numero basso di esemplari venduti durante gli ultimi anni di produzione della prima generazione e al calo d'interesse da parte del pubblico coreano nei confronti delle monovolume.
Leggermente più lunga e larga, la seconda generazione è stata disegnata presso il centro stile di Shanghai della GM-SAIC: le linee riprendono quelle del prototipo Chevrolet FNR-X, esposto al salone di Shanghai nel 2017, con un frontale più basso con calandra sdoppiata, composta da una presa d'aria superiore che incorpora il marchio Chevrolet e una inferiore di dimensioni maggiori che richiama quella della Camaro. La carrozzeria è lunga 4,684 metri, larga 1,807 metri e alta 1,627 metri; il passo in allungato fino a 2,796 metri. Il telaio è composto per il 69% d’acciaio ad alta resistenza (di cui un 15% ultraresistente), mentre il resto è composto da acciai classici a deformazione programmata. Lo schema sospensivo adotta una configurazione simile alla precedente con il classico MacPherson anteriore e una nuova sospensione posteriore a ruote indipendenti a bracci multipli. Tra i dispositivi di sicurezza vengono introdotti i nuovi sistemi di assistenza alla guida come il mantenimento corsia attivo tramite radar sul parabrezza, la frenata automatica di emergenza, il segnalatore di veicolo in fase di sorpasso.
Il motore disponibile è il solo 1.3 Ecotec Turbo, motore di nuova generazione facente parte della famiglia GM Small Gasoline Engine, con architettura a quattro cilindri, sedici valvole e doppia iniezione (mista diretta e indiretta) e turbocompressore erogante 163 CV e 230 N•m di coppia massima a 1800 giri al minuto e accoppiato a un cambio manuale a sei rapporti o automatico robotizzato a doppia frizione a sei rapporti.